# Jean-Baptiste Louis Picon
Pour les articles homonymes, voir Picon (homonymie).
Jean-Baptiste Louis Picon, vicomte d'Andrezel est né en décembre 1663 et mort le 26 mars 1727 à Constantinople.

## Biographie
Marguerite-Aimée de Villedot (fille de Michel Villedo) épousa en 2e noces le 30 décembre 1662 Antoine-Hercule Picon (1624-1699) seigneur de Pouzilhac. Attaché au cardinal Mazarin dont il fut trésorier de 1650 à 1657. Ce dernier sera conseiller d'Etat en 1663, il travaillait en particulier pour Jean-Baptiste Colbert dont il avait la confiance.

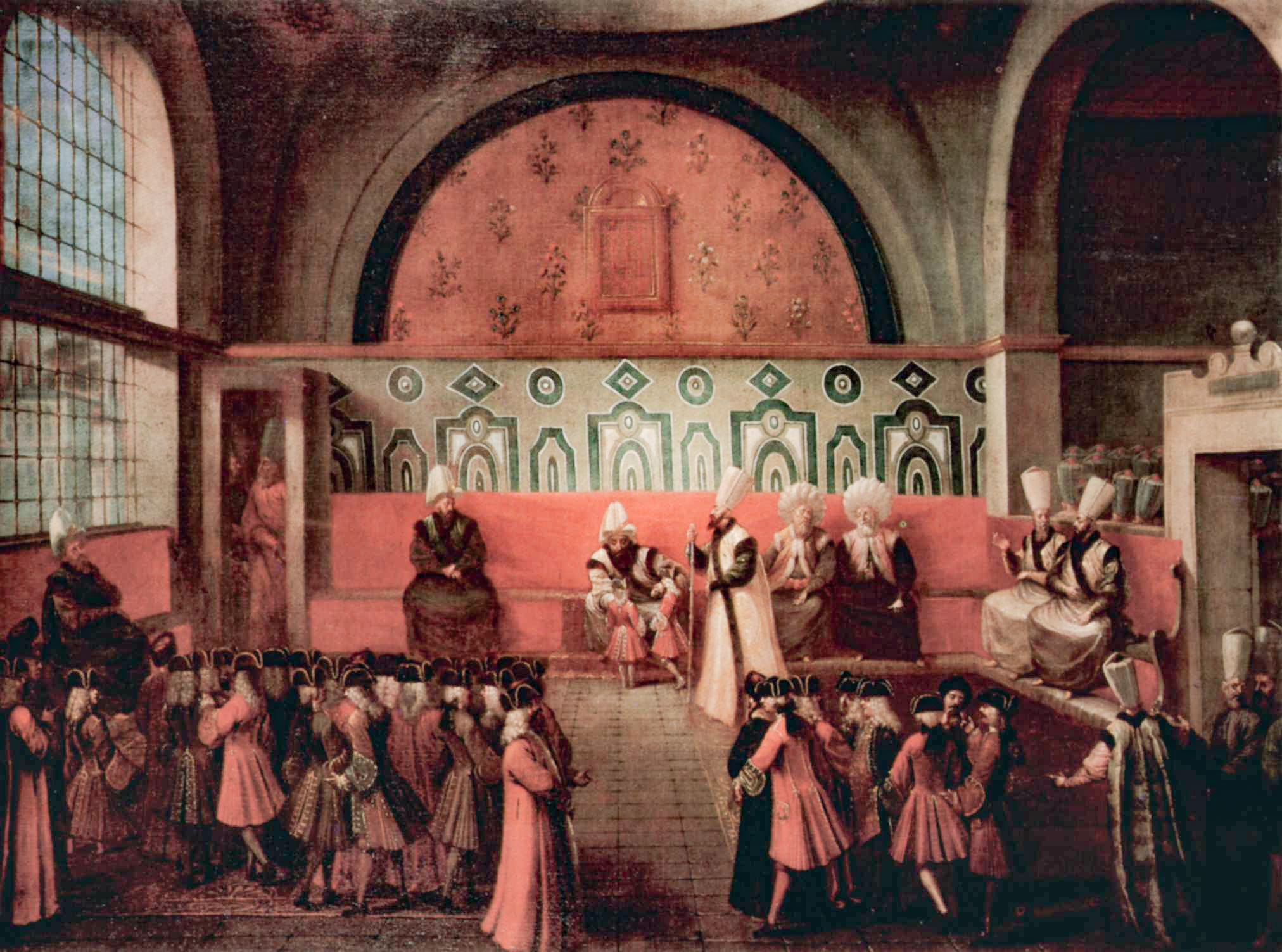
Réception de l'ambassadeur de France, le vicomte d'Andrezel par le Sultan Ahmed III le 17 octobre 1724, tableau de Jean-Baptiste van Mour.

Ils auront un fils en la personne de Jean-Baptiste-Louis Picon, seigneur d’Andrezel, La Mothe, Saint Méry, Monginot et autres lieux, vicomte d’Andrezel, conseiller et secrétaire du roi. Il commença sa carrière comme secrétaire des commandements du Grand Dauphin puis comme subdélégué à l’Intendance d’Alsace (1701). Il y amena, dans sa suite, Joseph Valette de Montigny qui fut le maître de musique de Joseph Bodin de Boismortier, lui-même ami de d’Andrezel. D’ailleurs, lorsque Boismortier arrive à Paris en 1723, il dédie au vicomte sa première œuvre, souvenir du temps passé à Perpignan à jouer de la flûte. Plus tard, Picon allait être nommé Intendant en Roussillon, Cerdagne et comté de Foix dès octobre 1716, après avoir été conseiller et secrétaire du roi. Il ajoutera à sa charge celle d’intendant de l’armée d’Espagne (1719) et, le 6 mars 1724, partira à Constantinople comme 26e ambassadeur de France auprès de la Sublime Porte, le gouvernement ottoman, ceci en remplacement de Jean-Louis d’Usson, marquis de Bonnac, ambassadeur à la Porte du 3 octobre 1716 au mois d’octobre 1724.
Le vicomte avait épousé Françoise-Thérèse de Bassompierre (1675-1749 ; petite-nièce du maréchal François), vicomtesse d'Andrezel par son mariage.